# Illas
Illas település Spanyolországban, Asztúria autonóm közösségben. Illas Castrillón, Corvera de Asturias, Candamu, Llanera és Les Regueres községekkel határos. Lakosainak száma 1034 fő (2024).

## Népesség
A település népessége az utóbbi években az alábbiak szerint változott:
| Lakosok száma | 1113 | 1045 | 1012 | 1009 | 1038 | 1040 | 1017 | 1014 | 1062 | 1034 |
|               | 2001 | 2004 | 2007 | 2009 | 2012 | 2014 | 2017 | 2019 | 2022 | 2024 |